# Vîhnanka, Liubar
Vîhnanka (în ucraineană Вигнанка) este o comună în raionul Liubar, regiunea Jîtomîr, Ucraina, formată numai din satul de reședință.

## Demografie
Componența lingvistică a comunei Vîhnanka
     Ucraineană (98,99%)
     Rusă (1,01%)
Conform recensământului din 2001, majoritatea populației comunei Vîhnanka era vorbitoare de ucraineană (98,99%), existând în minoritate și vorbitori de rusă (1,01%).